# Sant Amanç de Solt
Sant Amanç de Solt (en francès Saint-Amans-Soult) és un municipi francès situat al departament del Tarn i a la regió d'Occitània. Antigament es deia Sant Amanç de La Bastida, però li canviaren el nom en honor de Nicolas Jean de Dieu Soult, nascut a la vila.

## Demografia
| 1911                                       | 1962  | 1968  | 1975  | 1982  | 1990  | 1999  | 2007  | 2018  |
| ------------------------------------------ | ----- | ----- | ----- | ----- | ----- | ----- | ----- | ----- |
| 1.510                                      | 1.716 | 1.732 | 1.717 | 1.634 | 1.677 | 1.672 | 1.679 | 1.539 |
| Des de 1962: població sense dobles comptes |       |       |       |       |       |       |       |       |

## Administració
| Període   | Identitat       | Partit        |
| --------- | --------------- | ------------- |
| 2001-2020 | Daniel Vialelle | Divers gauche |
| 2020-     | Alexis Mouret   |               |